# Prelude to a dolphin
Prelude to a dolphin is een compositie van Vagn Holmboe.
Naast een hele ris symfonieën en strijkkwartetten schreef de Deense componist een tiental preludes voor kamerorkest, hier aangeduid als sinfonietta. Alle tien stukken zijn opgedragen aan musicoloog Robert Layton, die in zijn jaren de Scandinavische muziek trachtte te promoten in Engeland. De werken verschenen in een korte periode tussen 1986 en 1991; Holmboe, overleden in 1996, heeft ze overigens niet alle kunnen terugluisteren tijdens uitvoeringen.
Prelude tot een dolfijn is de tweede in de reeks. Het heeft weer de driedelige opzet in de klassieke tempoverdeling snel-langzaam-snel Animato geeft hier de snelheid weer; andantino de traagheid. Opvallend is dat de koperblazers pas aan het slot beginnen mee te spelen. Het motief vanaf het begin diverse keren terug tot aan in de slotmaten, wanneer het gehele werk tot rust is gekomen.
Het werk ging in première op 19 oktober 1987, gegeven door het Deens Radio Symfonieorkest onder leiding van Flemming Vistisen.
De muziek werd vergeleken met muzikale pointillistische aquarellen, waarbij de invloed van de muziek van Carl Nielsen niet ver weg is en soms ook de muziek van Alan Hovhaness en Keith Tippett. 
Orkestratie
- 1 dwarsfluit, 1 hobo, 1 klarinet, 1 fagot
- 2 hoorns, 1 trompet
- 2 man/vrouw percussie
- 1 eerste viool, 1 tweede viool, 1 altviool, 1 cello, 1 contrabas